# Пылява
Пы́лява (Пи́лява; укр. Пи́лява) — село в Трибуховской сельской общине Чортковского района Тернопольской области Украины.
До 2020 года входило в Бучачский район.
Код КОАТУУ — 6121285001. Население по переписи 2001 года составляло 474 человека.

## Географическое положение
Село Пылява находится на левом берегу реки Ольховец, выше по течению на расстоянии в 1,5 км расположено село Мартыновка, ниже по течению на расстоянии в 1,5 км расположено село Новоставцы.

## История
- Село основано в XII веке.

## Объекты социальной сферы
- Школа.
- Дом культуры.
- Фельдшерско-акушерский пункт.

## Известные люди
- Крушельницкий Марьян Михайлович — украинский советский театральный режиссёр и актёр.